# Irene (nombre)
Irene es un nombre de pila de mujer en español.

## Etimología
Se trata de un nombre femenino de origen griego, que significa “serenidad”, “paz”.  En la mitología griega Εἰρήνη (Eirēnē), hija de Zeus y Temis, era la diosa que personificaba la paz, la riqueza y la primavera.  Los romanos la llamaban Pax, que, como nombre de una virtud, en griego antiguo se escribía εἰρήνη, εἰρήνης (ĕirēnē, ĕirēnēs).  
Eiréne pasó al latín como Irēne, nombre que quiere decir “serena”, “pacífica”. 

## Variantes en otros idiomas
| Variantes en otras lenguas |                |
| Español                    | Irene          |
| Portugués                  | Irene, Iria    |
| Inglés                     | Irene, Irine   |
| Alemán                     | Irene          |
| Italiano                   | Irene          |
| Francés                    | Irène          |
| Ruso                       | Ирина (Irina)  |
| Húngaro                    | Irén           |
| Polaco                     | Irena          |
| Griego moderno             | Ειρἠνη (Iríni) |
| Ruso                       | Ирэн (Iren)    |
| Japonés                    | アイリーン     |
| Chino                      | 艾琳           |
| Coreano                    | 아이린         |
| Georgiano                  | ირინე          |

## Santoral
La celebración del santo de Irene se corresponde con varios días:
- Santa Irene de Bizancio, cuya celebración es el 5 de mayo.
- Santa Irene de Tesalónica, cuya celebración es el 5 de abril.
- Santa Irene de Portugal, cuya celebración es el 20 de octubre.